# Cantón de Blanzac-Porcheresse
El cantón de Blanzac-Porcheresse era una división administrativa francesa, que estaba situada en el departamento de Charente y la región de Poitou-Charentes.

## Composición
El cantón estaba formado por diecisiete comunas:
- Aubeville
- Bécheresse
- Bessac
- Blanzac-Porcheresse
- Chadurie
- Champagne-Vigny
- Claix
- Cressac-Saint-Genis
- Étriac
- Jurignac
- Mainfonds
- Mouthiers-sur-Boëme
- Péreuil
- Pérignac
- Plassac-Rouffiac
- Saint-Léger
- Voulgézac

## Supresión del cantón de Blanzac-Porcheresse
En aplicación del Decreto nº 2014-195 de 20 de febrero de 2014, el cantón de Blanzac-Porcheresse fue suprimido el 22 de marzo de 2015 y sus 17 comunas pasaron a formar parte; once del nuevo cantón de Charente-Sur, Cuatro del nuevo cantón de Boëme-Échelle y dos del nuevo cantón de Tude y Lavalette.